# ジュリー・マッカロー
ジュリー・ミシェル・マッカロー（Julie Michelle McCullough、1965年1月30日 - ）は、アメリカ合衆国のモデル、女優、スタンダップコメディアン。プレイボーイ誌1986年2月のプレイメイトに選ばれ、1989年から1990年にかけて『愉快なシーバー家』でジュリー・コステロ役を演じた。

## 生い立ち
ハワイ州ホノルルでアイルランド系の家庭に生まれ、1950年代の曲「オー・ジュリー」（Oh Julie）に因んで名付けられた。彼女にはジョーイという兄がいる。
両親は彼女が4歳のときに離婚した。母親のナンシーは専業主婦で、1年後に海兵隊員のハーマン・ペインターと再婚した。彼女はホノルル以外にも、ノースカロライナ州、ウェストバージニア州、フロリダ州、ルイジアナ州、ミズーリ州、テキサス州、ネバダ州、カリフォルニア州などの各州のみならず、カナダやイタリアでも育った。彼女は自身を南部人だと認識しており、ミズーリ州ポプラー・ブラフとテキサス州アレンで高校に通っていた。

## 経歴

### モデル
カリフォルニアに移る以前の10代の頃モデルとして働いていた。1983年、マッカローは高校を卒業してテキサス州アレンに住んでいたが、ある写真家がプレイボーイ誌のために彼女を撮影しようと接触してきた。彼女はプレイボーイのモデルとなり4度に亘って登場した。1985年2月号に表紙モデルとグラビア特集「Girls of Texas」の1員として、1986年2月号には今月のプレイメイトとして、1986年9月号に表紙モデルとグラビア特集「Farmer's Daughters」の1員として、1989年10月号では『愉快なシーバー家』後の特別編集版として、最初の3回の撮影をまとめたものに新たな写真を追加して掲載された。
彼女はInside Sports誌の水着特集号の表紙も飾っている。
1989年、ノースカロライナあじさい祭りの関係者は、マッカローのプレイボーイ誌センターフォールド出演をめぐる論争を理由としてウィルミントン市アザレア・クイーンの座を剥奪した。
2004年、マッカローはテレビ/パソコンゲーム『Playboy: The Mansion』でチュートリアル・ガイド役として自らの声を演じている。

### 女優
マッカローは数多くのテレビや映画の企画の中に仕事を見出した。出演作には『マックス・ヘッドルーム』、『The Golden Girls』、アンジー・ディキンソンと共演した1987年の映画『ビッグ・バッド・ママ2』、『Superboy』、1958年のSFホラー映画『マックイーンの絶対の危機』の1988年リメイク版『ブロブ/宇宙からの不明物体』などがある。シンジケーション化されたアドベンチャーシリーズ『Robin's Hoods』で、歌手兼俳優のリック・スプリングフィールドとともにステイシー・ライト役で出演。『Robin's Hoods』はテレビでは1シーズン続いた。

#### 『愉快なシーバー家』
1989年、テレビ番組『愉快なシーバー家』でナニーのジュリー・コステロ役を獲得した。彼女は1990年に解雇されるまで8本のエピソードに出演したが、解雇の原因は主演のカーク・キャメロンの福音主義キリスト教への改宗によると言われている。番組を特集した『E! トゥルー・ハリウッド・ストーリー』によれば、彼が番組の共演者を結婚式に1人も招待しなかったことが、他のキャストと疎遠になる原因となった。キャメロンは2008年の自伝『Still Growing』でジュリーの解雇を要求したわけではないと述べており、番組のプロデューサーたちはジュリーのキャラクターが永続的な出演を意図したものではなかったと主張している。しかし長年語り継がれている話によれば、キャメロンはマッカローが「プレイボーイ誌」でヌードを披露したことへの憤りと不服を理由に、番組のプロデューサーがポルノを宣伝していると非難し、マッカローの解雇を要求したという。10年後、キャメロンは自身の未熟による過去の行動の一部についてテレビ関係者に謝罪した。報道によれば彼はマッカローとは和解しなかったと伝えられており、マッカローはその後のインタビューでキャメロンが彼女と話すことを拒否したと主張している。彼女は依然として彼に対して批判的であり、論争中に浴びた世間からの中傷で多くのものを失ったと語っている。マッカローは以前視聴したキャメロン制作による福音派のテレビ番組を批判し、自身のMyspaceページで以下のように述べている。
| 「 | 彼は私が科学の本を読んだら地獄に落ちると思っている。（私は）聖人たちと一緒に泣くよりは、罪人たちと一緒に笑いたい...罪人たちのほうがずっと楽しく、未だに成長痛を抱えながら焚書をする人々よりもはるかに興味深い。私は神との間に平和を保っている。 カークは、最低でも十分な情報を集め十分な読書をしようとする私のような人間は、地獄に行くだろうと考えている。 | 」 |

『愉快なシーバー家』のスキャンダルの後も、マッカローは『ビバリーヒルズ高校白書』、『Jake and the Fatman』、『Harry and the Hendersons』、『The Golden Girls』、『Drexell's Class』など何本かのテレビ出演をした。

#### 近年

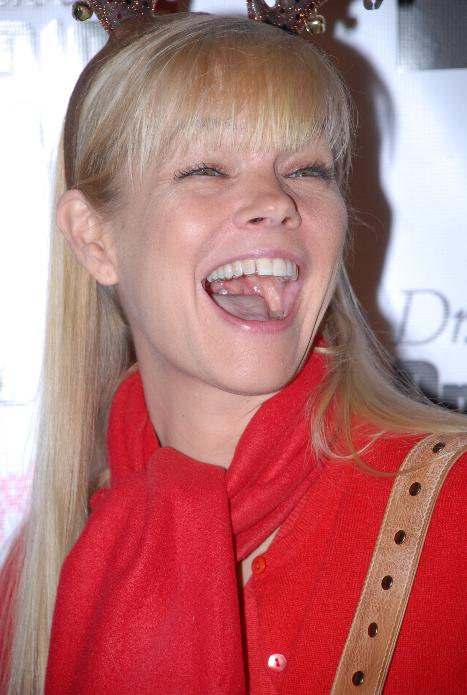
2007年12月

E!のリアリティ番組『The Girls Next Door』に出演した。2005年10月に放送された第1シーズン・第9話「Under the Covers」、2006年11月に放送された第2シーズン・第13話「We Can Work It Out」、2007年3月に放送された第3シーズン・第2話「May the Horse Be With You」にそれぞれ出演している。

## 私生活
デイヴ・イツコフは2006年6月のプレイボーイ誌の記事で、MySpaceの人気が高まっていた頃マッカローは「MySpace民に対するプレイボーイの非公式大使」であったと書いている。
マッカローはハリウッドのコメディ・ストア・クラブでスタンダップコメディ・ショーを満席にして50歳の誕生日を祝った。ゲストにはティア・カレルやポーリー・ショアが含まれていた。

## フィルモグラフィー

### 映画
| 年   | 原題                       | 邦題                      | 役名                    | 備考             |
| ---- | -------------------------- | ------------------------- | ----------------------- | ---------------- |
| 1987 | Big Bad Mama II            | ビッグ・バッド・ママ2     | Polly McClatchie        |                  |
| 1988 | The Blob                   | ブロブ/宇宙からの不明物体 | Susie                   |                  |
| 1992 | Round Trip to Heaven       |                           | Lucille Johnson         |                  |
| 1993 | The Baby Doll Murders      |                           | Betty Maglia            |                  |
| 1994 | The St. Tammany Miracle    |                           | Kimberly                |                  |
| 1994 | In the Living Years        |                           | Annie                   |                  |
| 1996 | Echo of Blue               |                           | Kathleen Randolph       |                  |
| 1997 | Top of the World           | カジノ・ヒート            | Ginger                  |                  |
| 1999 | Me and Will                |                           | Stacey                  |                  |
| 2000 | Intrepid                   | イントレピッド            | Cruise Director Shannon |                  |
| 2004 | West from North Goes South |                           | Dream Girl              |                  |
| 2008 | Jack Rio                   |                           | Red Carpet Hostess      |                  |
| 2009 | A Letter to Dad            |                           | Annie                   |                  |
| 2011 | 2012: Ice Age              | サイレント・ワールド2012  | Teri Hart               | オリジナルビデオ |
| 2016 | Renaissance Man            |                           | Jules                   |                  |
| 2016 | Hospital Arrest            |                           | Dr. Lynn Joyner         |                  |
| 2018 | Untogether                 | ラブ・ストーリーズ        | Bus stop crackhead      |                  |

### テレビ
| 年        | 原題                        | 邦題                      | 役名                        | 備考                                   |
| --------- | --------------------------- | ------------------------- | --------------------------- | -------------------------------------- |
| 1987      | Who's the Boss?             |                           | Beautiful Girl              | エピソード: "The Way We Was"           |
| 1987      | 1st & Ten: The Championship |                           | Tracy - Stuart's girlfriend | エピソード: "The Brink of Death"       |
| 1988      | Max Headroom                | マックス・ヘッドルーム    |                             | エピソード: "Neurostim"                |
| 1988      | Superboy                    |                           | Sara Danner                 | エピソード: "A kind of Princess"       |
| 1989–1990 | Growing Pains               | 愉快なシーバー家          | Julie Costello              | 11エピソード                           |
| 1990      | The Golden Girls            |                           | Mary                        | エピソード: "Mary Has a Little Lamb"   |
| 1990      | Without Her Consent         |                           | Claire Sugarman             | テレビ映画                             |
| 1991      | Beverly Hills, 90210        | ビバリーヒルズ高校白書    | Trina                       | エピソード: "Slumber Party"            |
| 1991      | The Munsters Today          |                           | Stephanie                   | エピソード: "Lotsa Luck"               |
| 1991      | Jake and the Fatman         |                           | Darcy Warren                | エピソード: "It's a Sin to Tell a Lie" |
| 1991      | Revenge of the Nerds        |                           | Cheerleader                 | 未放送パイロット版                     |
| 1991–1992 | Drexell's Class             |                           | Rosie / School Secretary    | 3エピソード                            |
| 1992      | Harry and the Hendersons    |                           | Uma                         | エピソード: "The Love Mask"            |
| 1993      | Arly Hanks                  |                           | Jay-Lee                     | テレビ映画                             |
| 1993–1994 | Robin's Hoods               |                           | Stacey Wright               | 主役                                   |
| 1995      | The Drew Carey Show         | ドリュー・ケリーDEショー! | Peaches                     | 2エピソード                            |
| 1996–1997 | High Tide                   | ハイタイド探偵事務所      | Meg Kelsey                  | 2エピソード                            |
| 1997      | Breast Men                  | ブレストマン/豊胸外科医   | 1970年代受付係長            | テレビ映画                             |
| 1999      | Pacific Blue                |                           | Carol Best                  | 2エピソード                            |
| 2000      | Relic Hunter                | レリック・ハンター        | Erica, The Erotic           | エピソード: "A Vanishing Art"          |
| 2001      | Black Scorpion              |                           | Dr. Ariel Haze / Pollutia   | エピソード: "Life's a Gas"             |
| 2012      | Gila!                       |                           | Vera                        | テレビ映画                             |
| 2013      | Sharknado                   | シャークネード            | Joni Waves                  | テレビ映画                             |